# Kotówka (Sudół)
Kotówka – część wsi Sudół w Polsce, położona w województwie świętokrzyskim, w powiecie ostrowieckim, w gminie Bodzechów.
W latach 1975–1998 Kotówka administracyjnie należała do województwa kieleckiego.